# Mangekamp (atletik)
Mangekamp er en kombination af flere af atletikkens discipliner, hvori de enkelte præstationer belønnes med et tilsvarende antal point.
Ved internationale mesterskaber konkurrerer mændene i dag i tikamp (100 meter, længdespring, kuglestød, højdespring, 400 meter, 110 meter hæk, diskoskast, stangspring, spydkast, 1500 meter), mens kvindernes udfører en syvkamp (100 meter hæk, kuglestød, højdespring, 200 meter, længdespring, spydkast, 800 meter). Disse konkurrencer udføres over 2 dage.
Der eksisterer også andre former for mangekamp – enten med en tilsvarende bred øvelsessammensætning eller specialiseret indenfor en type discipliner, såsom kastemangekamp – en disciplin, hvori der årligt kåres danske mestre.
Mangekamp kræver udover en bred teknisk kunnen og en velfunderet fysik også stor mental udholdenhed, da konkurrencerne som regel er ganske langvarige.

## Historie
Den udendørs femkamp og tikampen har forskellig historisk baggrund. Femkampen er i princippet en version af den antikke græske femkamp, hvor 1500 meter har afløst brydning.
Tikampen er en tilpasning af tidligere en-dags konkurrencer i forskellige discipliner, der kunne være ganske eksotiske: En engelske mile kapgang, vægtkast med 25 kg, stolpekast osv. Denne form for mangekamp har sin baggrund i gælisk sport. 